# Mitterskirchen
Mitterskirchen is een gemeente in de Duitse deelstaat Beieren, en maakt deel uit van het Landkreis Rottal-Inn.
Mitterskirchen telt 2.163 inwoners.

## Kernen
- Atzberg
- Bam
- Bergham
- Biedersberg
- Büchel
- Dachsberg
- Eggersbach
- Ermannsreit
- Fraundorf
- Haargassen
- Hammersbach
- Hirtl
- Hofau
- Holzham
- Hummelsberg
- Kastengrub
- Kirchholzen
- Krandsberg
- Lederhub
- Leitenbach
- Lidorf
- Mayrhof
- Mitterschweib
- Oberham
- Oberschweib
- Oberwendling
- Osten
- Poppenberg
- Rotheneich
- Sauersberg
- Siebengattern
- Thal
- Unterschweib
- Unterwendling
- Winiham
- Zankl

Arnstorf ·
Bad Birnbach ·
Bayerbach ·
Dietersburg ·
Eggenfelden ·
Egglham ·
Ering ·
Falkenberg ·
Gangkofen ·
Geratskirchen ·
Hebertsfelden ·
Johanniskirchen ·
Julbach ·
Kirchdorf a.Inn ·
Malgersdorf ·
Massing ·
Mitterskirchen ·
Pfarrkirchen ·
Postmünster ·
Reut ·
Rimbach ·
Roßbach ·
Schönau ·
Simbach a.Inn ·
Stubenberg ·
Tann ·
Triftern ·
Unterdietfurt ·
Wittibreut ·
Wurmannsquick ·
Zeilarn